# トリグラウ山
トリグラウ山またはトリグラフ山（スロベニア語: Triglav 発音 [ˈtɾiːɡlau̯]、伊: Monte Tricorno）は、スロベニアのジュリア・アルプス山脈に位置するスロベニア最高峰の山である。標高は2864メートル。スロベニアの国家のシンボルであり、スロベニア唯一の国立公園であるトリグラウ国立公園の中心に位置している。1991年のスロベニアの独立以前は、旧ユーゴスラビアにおいても最高峰であった。

## 名称
トリグラウ山はその歴史上、いくつかの異なる呼び名で呼称されてきた経緯を持つ。1567年の地図においては「オクラ山 (Ocra mons)」との表記が見られる他、17世紀後半のカルニオラ（現スロベニア）の地理学者・Johan Weikhard Freiherr von Valvasorは、この山を「Krma」と命名している。
ドイツの登山家であったアドルフ・グスターナーによれば、「Triglav」の名が初めて登場したのは1452年に作成された資料の中においてであり、当初は「Terglau」の表記で記されていたとされるが、その資料のオリジナルは既に所在不明となってしまっている。「Terglau」の表記が次に登場したのは、グスターナーによれば1573年の国境裁判所の判決文においてであったとされる。
「Triglav」の初期における表記には、1612年の「Terglau」、1664年の「Terglou」、1778年～1989年の「Terklou」などいくつかのものがある。この名称は、この山がゴレンスカ地方から眺めたときに3つの頂が見えることから、スロベニア語で「3つの頭」、すなわち「3つの峰」を意味する「*Tri-golvъ」の語に由来している。その一方で、西スラヴの神話に伝わる軍神「トリグラフ (ロシア語: Триглав、英語: Triglav)」との関連性は薄いとされる。地元の方言では、標準的なスロベニア語の発音である「Tríglav」とは異なり、名称は [tərgwòu̯]（第2音節にアクセント）と発音される。

## 歴史
歴史上初のトリグラウ山への登頂は、1778年にスロベニアの自然科学者であったジグムント・ゾイスの立案によって達成された。山の標高は1808年9月23日に、スロベニアのカトリック司祭であり登山家でもあったバレンティン・スタニッチによって初めて測定された。
「トリグラウ山」の名称は地図上においては1744年にJanez Dizma Florjančičが出版した「Ducatus Carniolae Tabula Chorographicaにて、「Terglou」の表記で初めて登場した。現在の「Triglav」の表記による掲載が行われた初めての地図は、ペーター・コスラーの編纂によって1848年から1852年にかけて作成され、1861年にウィーンで出版された、スロベニア全域の地図であるコスラーズ・マップであった。
第二次世界大戦中、トリグラウ山はドイツ国防軍と王立イタリア軍に対するスロベニアのレジスタンス達の抵抗のシンボルとなった。スロベニアのパルチザンのメンバーは1942年から1944年までの間、メンバーの証としてトリグラウ帽というトリグラウ山の形を模した帽子を身に付けていた。

## ランドマーク

### アリヤスの塔

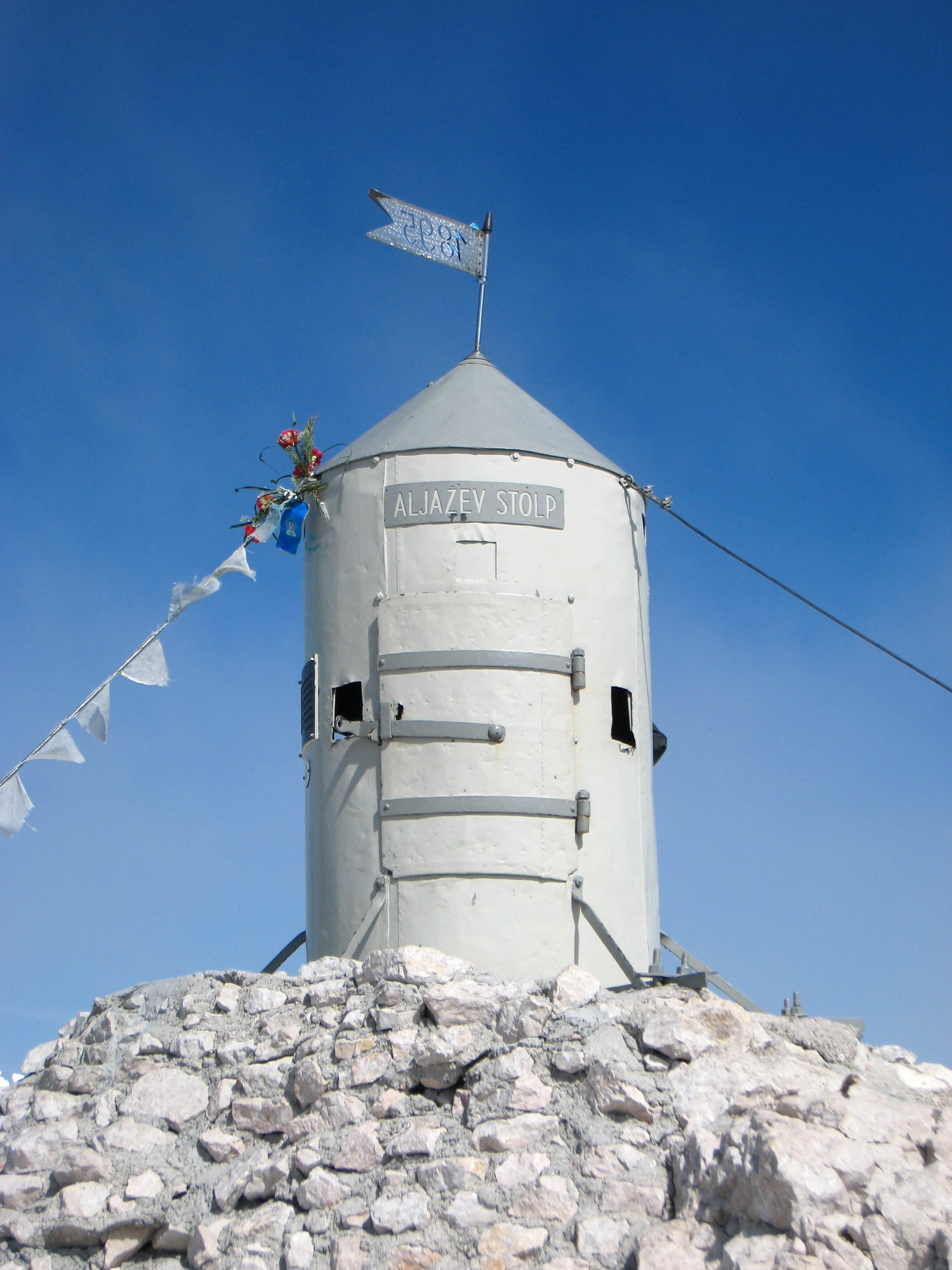
アリヤスの塔。

トリグラウ山の山頂には「アリヤスの塔」と呼ばれる小さな塔があり、塔の名称はこの塔を設計・建築した司祭のヤコブ・アリヤスの名に因む。この塔は嵐などの際におけるシェルター、および三角測量の際に利用される三角点としての役割も担っている。アリヤスの塔はトリグラウ山と共にスロベニアのランドマークかつ重要なシンボルとされており、1991年のスロベニアの独立宣言の際には、アリヤスの塔にはスロベニアの国旗が掲げられた。

### スタニッチ・シェルター
アリヤスは塔の建設と同時に、山頂の約95メートル下の地点にシェルターを建設し、当時のスロベニアの詩人であり登山家でもあったバレンティン・スタニッチの名前を取ってそれをスタニッチ・シェルターと名付けた。
シェルターは約2.4×2.2×2m3ほどの広さであり、座れば8人程度、立てば16人程度を収容できる広さとなっている。当初シェルターには木製のドア、金庫、テーブルと椅子などが備え付けられていたが、それらの設備は後にクリダリッツァ・ロッジが建設されてからはその重要性は低下した。

### トリグラウ氷河

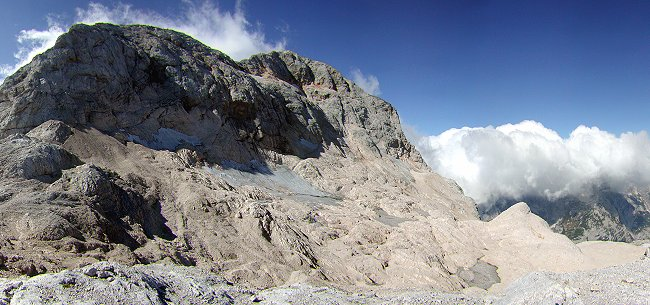
2002年に撮影されたトリグラウ氷河の跡。

トリグラウ氷河は、山の北東側に位置するカルスト地形のトリグラウ高原の上に位置する氷河である。19世紀末頃には40ヘクタールほどの広さだったが、1946年までに15ヘクタールほどにまでに縮小し、1992年にはさらなる収縮により氷河は2つの部分に分裂した。2011年現在ではその広さは既に、1ヘクタールから3ヘクタール程度にまで減少している。

## トリビア
1981年には、この山を取り巻く一帯が国立公園に指定された。
スロベニアの象徴であるトリグラウ山の3つの頂は、スロベニアの国章や国旗の他、国内発行の50セントユーロ硬貨にもデザインされている。
トリグラウの一帯は他にもスロベニアの伝承に登場する、「金の角を持つ雄シャモアのズラトロク」の地として知られている。伝説の獣ズラトロクはスロベニア最大のビール会社であるラーシュコ社のビールのブランドロゴにもなっている。
ロシアの作曲家リムスキー＝コルサコフには、歌劇『ムラダ』からの抜粋編曲として、『トリグラウ山の一夜』という交響詩がある。